# Narita-Yume-Bokujo-Schmalspurbahn
| Dampflokomotive Nr. 6                                                                                     |                     |                         |                         |
| Streckenverlauf                                                                                           |                     |                         |                         |
| Streckenlänge:                                                                                            | ca. 0,5 km          |                         |                         |
| Spurweite:                                                                                                | 610 mm (2-Fuß-Spur) |                         |                         |
| |                     |                         |                         |
| \| \| \| Bahnhof \| \| \| \| \| Hölzerne Trestle-Brücke \| \| \| \| \| Bahnübergänge \| \| \| \| \| \| \| |                     |                         |                         |
| Strecke von links · Bahnhof quer · Strecke von rechts                                                     |                     | Bahnhof                 | Bahnhof                 |
| Brücke · Strecke                                                                                          |                     | Hölzerne Trestle-Brücke | Hölzerne Trestle-Brücke |
| Bahnübergang · Bahnübergang                                                                               |                     | Bahnübergänge           | Bahnübergänge           |
| Strecke nach links · Strecke quer · Strecke nach rechts                                                   |                     |                         |                         |

Die Narita-Yume-Bokujō-Schmalspurbahn oder Makiba-Linie (japanisch まきば線, Makiba-sen) ist eine etwa 0,5 Kilometer lange Museums-Schmalspurbahn mit einer Spurweite von 2 Fuß (610 mm) nahe der japanischen Stadt Narita in der Präfektur Chiba. Die Bahn wird an mehreren Tagen im Jahr vom Rasuchijin-Eisenbahn-Verband (羅須地人鉄道協会, Rasuchijin-tetsudō-kyōkai) betrieben.

## Geschichte
Die Parkeisenbahn liegt auf dem Gelände der Narita Dream Dairy Farm (成田ゆめ牧場, Narita Yume Bokujō, wörtlich Narita-Traum-Milchfarm) einem agrotouristischen Erlebnisbauernhof in Narita in unmittelbarer Nähe zum Tokioer Flughafen. Dort wird seit 1887 auf einer Fläche von ca. 30 Hektar Farmland Milch vor den Augen der Kunden und Besucher produziert, sowie selbst gemachtes Eis und Joghurt verkauft. Die Besucher können dort die Verfahren und die Sorgfalt bei der Herstellung von Milchprodukten sehen.

## Schienenfahrzeuge
- Zweiachsige Kato-Works-Diesellokomotive Nr. 5
- Zweiachsige Feldbahn-Dampflokomotive Nr. 6
- Zweiachsige Porter-Dampflokomotive Nr. 7
- Zweiachsige Muff Potter-Kastendampflokomotive Nr. 11
- Weitere Lokomotiven sowie Personen- und Güterwagen

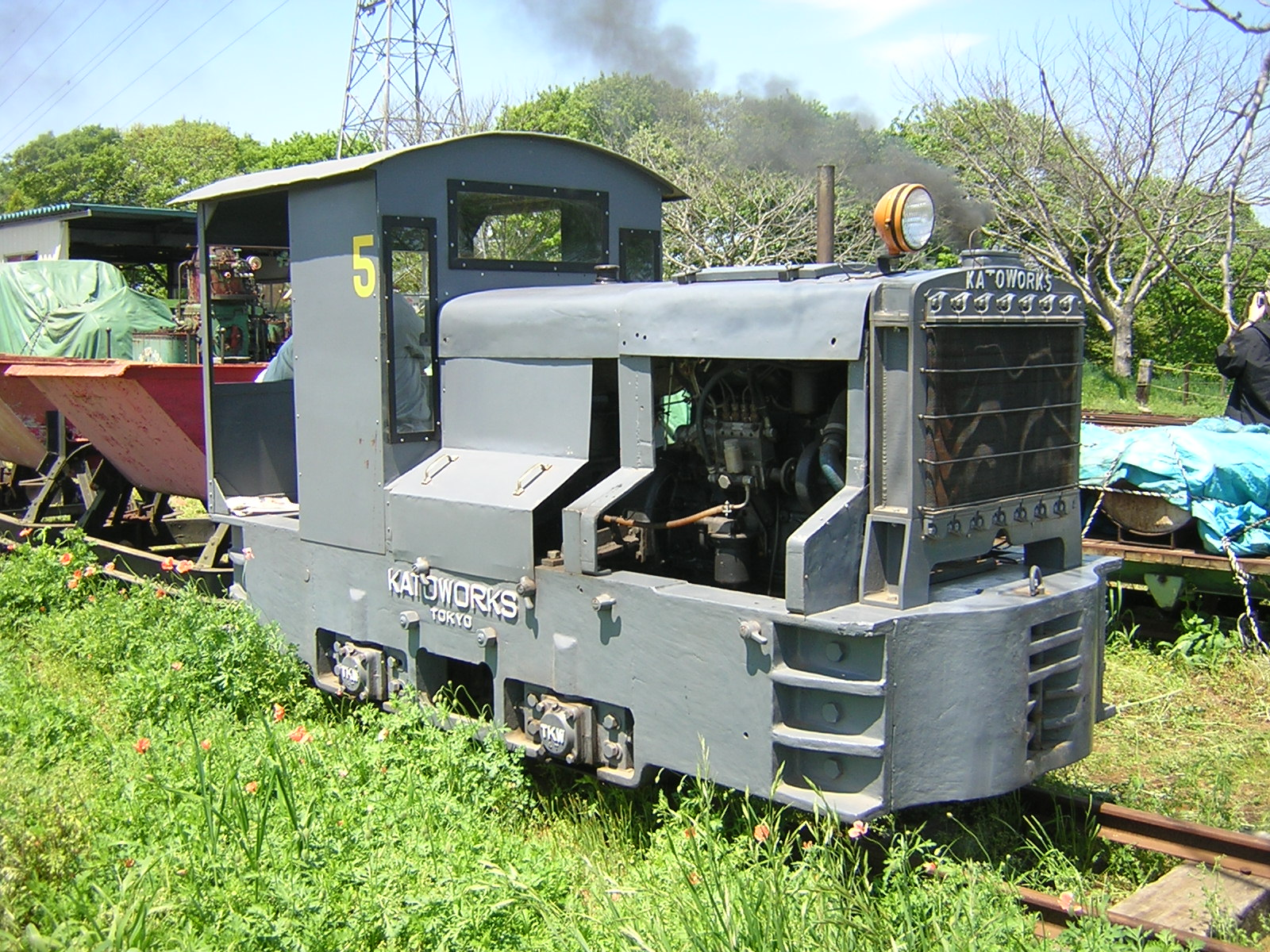
Kato-Works-Diesellokomotive Nr. 5
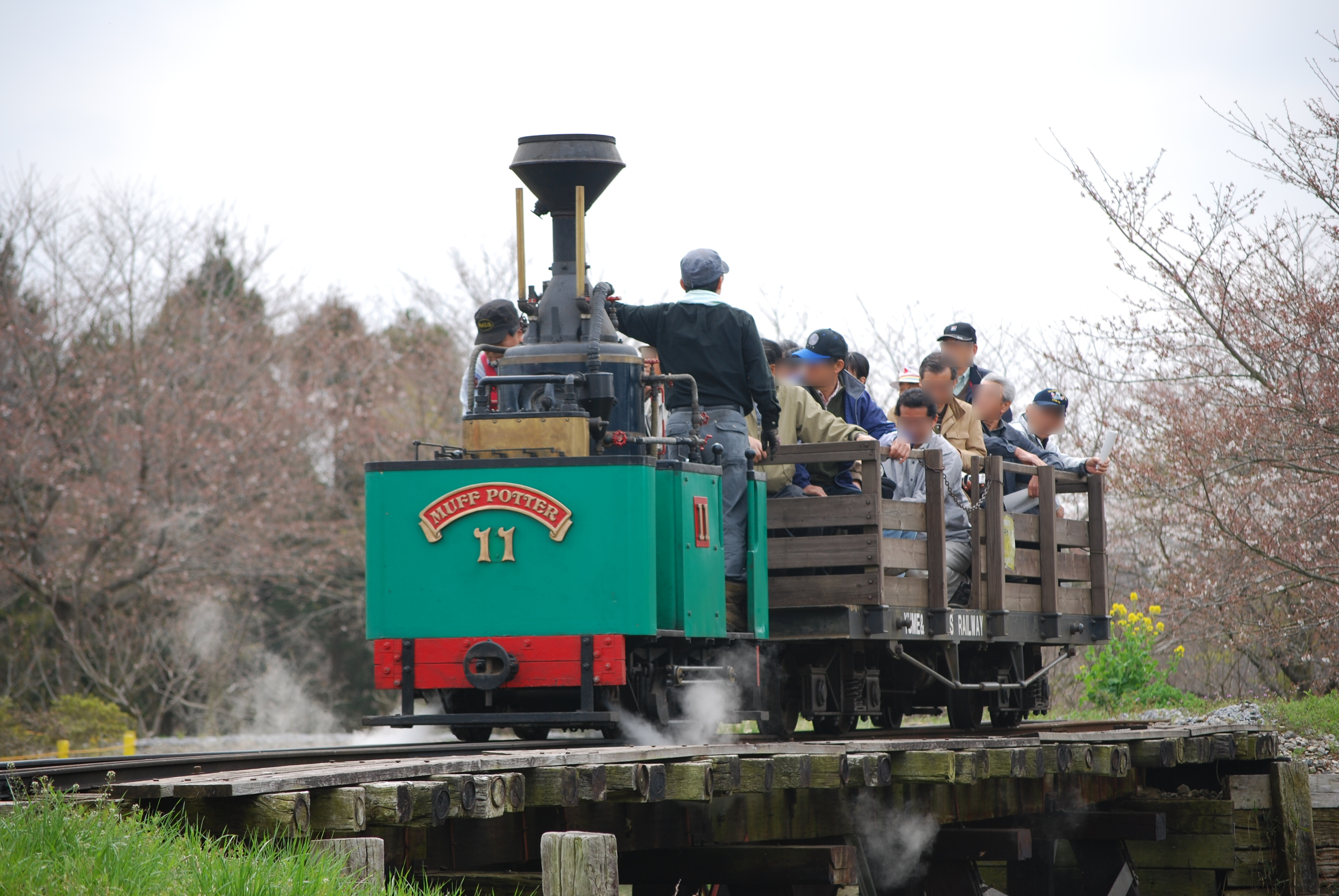
Muff Potter-Kastendampflokomotive Nr. 11